# Kleine Mark
De Kleine Mark is een beek in de Belgische provincie Antwerpen. De  beek ontspringt bij Rijkevorsel en is 7 kilometer lang. Ook is de beek een zijriviertje van de Mark.

## Loop
De beek ontspringt ten zuidoosten van Rijkevorsel. Daarna stroomt hij langs het dorp zelf. Ondertussen meandert hij rustig door het landschap. Bij Achtel maakt hij en bocht en dan gaat hij in noordoostelijke richting stromen. Uiteindelijk mondt de beek ten zuiden van de plaats Wortel uit in de Mark.

## Geografie
De kernen bij de beek zijn: Rijkevorsel, Kleine Gammel, Achtel, Wortel en Bolk.

## Zijbeken
De zijbeken van de Kleine Mark zijn onder andere: De Hoge Putloop, de Aartoolloop, Oude Goorbeek en de Laak of Bolkse beek.